# 355 Gabriella
Gabriella (asteroide 355) é um asteroide da cintura principal com um diâmetro de 22,79 quilómetros, a 2,2703504 UA. Possui uma excentricidade de 0,1053666 e um período orbital de 1 476,58 dias (4,04 anos).
Gabriella tem uma velocidade orbital média de 18,69686738 km/s e uma inclinação de 4,27987º.
Esse asteroide foi descoberto em 20 de Janeiro de 1893 por Auguste Charlois.